# Moji známí z divočiny
Moji známí z divočiny je název českého výboru z povídek o přírodě a divoce žijících zvířatech USA a Kanady, které napsal kanadský spisovatel Ernest Thompson Seton. Výbor vyšel poprvé roku 1961 ve Státním nakladatelství dětské knihy, povídky vybral a přeložil Jiří Šeda, knihu ilustroval Jan Černý. Toto vydání obsahuje následujících osm povídek: Tita, Čtverák, Bingo, Štěk, Divočák, Lobo, Winnipežský vlk a Vej-ača.
Druhé vydání vyšlo roku 1967 opět ve Státním nakladatelství dětské knihy. Toto přepracované vydání obsahuje sedm povídek. Oproti prvnímu vydání jsou vynechány povídky Čtverák, Bingo a Lobo a místo nich výbor obsahuje povídky Krag a Billy z pustiny. Třetí vydání z roku 1984 v nakladatelství Albatros je shodné s vydáním druhým. Obě dvě tato vydání opět uspořádal Jiří Šeda a ilustroval Jan Černý.

## Charakteristika povídek
- Tita, ze sbírky Lives of the Hunted (1901) s podtitulem o tom, jak se kojotice vyučila.
- Čtverák (Wully), ze sbírky Wild Animals I Have Known (1898), příběh malého, nažloutle plavého psa, obsaženo pouze v prvním vydání výboru.
- Bingo, ze sbírky Wild Animals i have known (1898), příběh autorova psa, obsaženo pouze v prvním vydání výboru.
- Štěk (Snap), ze sbírky Animal Heroes (1905), vyprávění o bulteriérovi.
- Divočák (Foam), ze sbírky Wild Animal Ways (1916), s podtitulem o dobrodružném životě statečného štětináče.
- Lobo, ze sbírky Wild Animals I Have Known (1898), příběh vlka, žijícího v údolí Currumpaw v Novém Mexiku, který je v povídce označován za currumpawského krále, obsaženo pouze v prvním vydání výboru.
- Winnipežský vlk (Winnipeg Wolf)), ze sbírky Animal Heroes (1905), s podtitulem o věrnosti.
- Vej-ača, ze sbírky Wild Animal Ways (1916) s podtitulem o mývalovi od Kilderova potoka.
- Krag, ze sbírky Lives of the Hunted (1901), příběh berana z Kootenayského kraje, obsaženo až ve druhém a třetím vydání výboru.
- Billy z pustiny (Badlands Billy), ze sbírky Animal Heroes (1905), s podtitulem o vlkovi, který zvítězil, obsaženo až ve druhém a třetím vydání výboru.